# Douglas DC-6

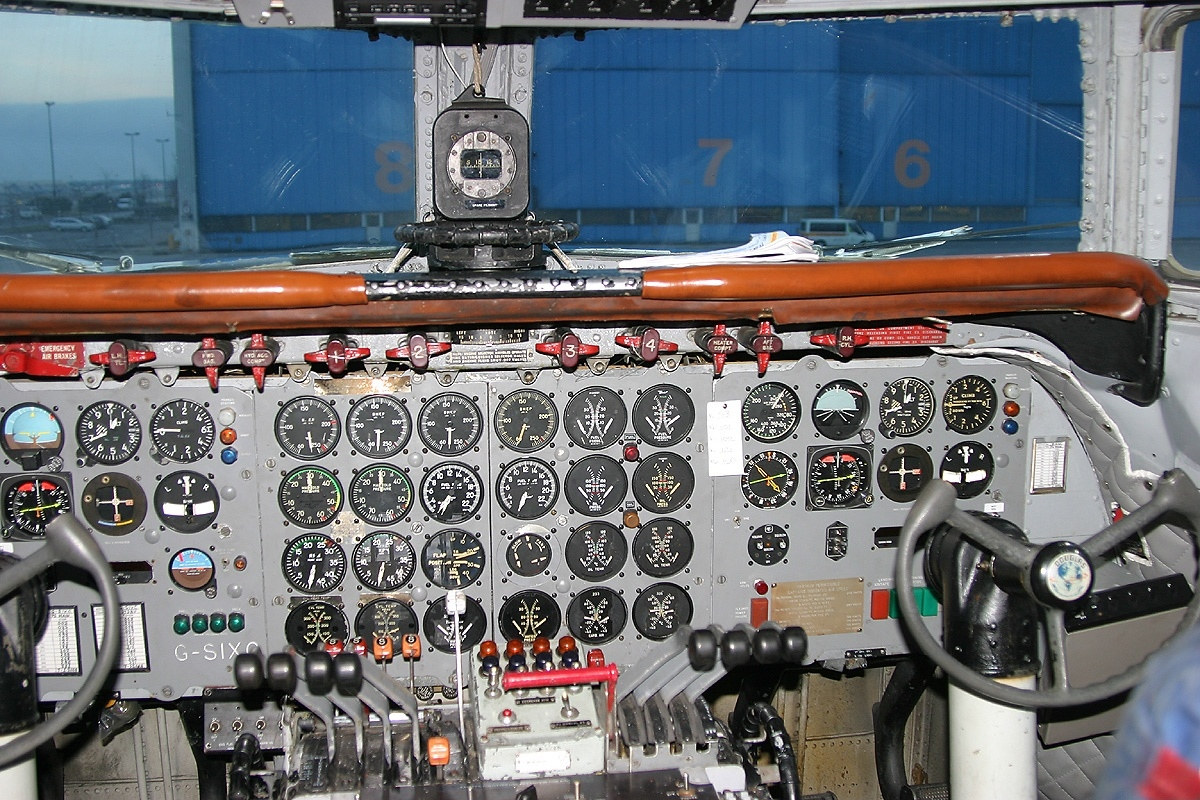
Cockpit

DC-6 är ett fyrmotorigt propellerplan med kolvmotorer tillverkat av Douglas mellan 1946 och 1958 i 704 exemplar.
Ursprungligen skapades planet som ett militärt transportplan baserat på Douglas DC-4 (C-54). 
Det utvecklades till civilt trafikflygplan i konkurrens med medel- och långdistansflygplanet Lockheed Constellation. Som det första av Douglas passagerarflygplan var det utrustat med tryckkabin.
Beroende på indelningen i olika klasser var kapaciteten mellan 42 och 89 passagerare. Hos charterflygbolag fick upp till 102 passagerare trängas i kabinen (DC-6B).
Flera DC-6 är fortfarande i bruk idag, i synnerhet i Alaska och Kanada. 
Beteckningen inom US Air Force var C-118 Liftmaster, inom US Navy R6D.

## Historik, design och utveckling
År 1943 fick Douglas uppdrag av USA:s flygvapen att konstruera ett större transportflygplan baserat på C-54 Skymaster. Vid första flygningen den 15 februari 1946 var dock andra världskriget avslutat och USAF hade tappat intresset. Douglas modifierade typen till ett civilt trafikflygplan med beteckningen DC-6, som flög första gången den 29 juni 1946. Försäljningsutsikterna var bra, eftersom Trans World Airlines (TWA) hade monopol att i USA köpa alla Lockheed Constellation, som i motsats till C-54 var utrustad med tryckkabin.
Största skillnader till C-54 förutom tryckkabin var en flygkropp förlängd med 2 m, starkare motorer, förbättrade avisningssystem och radioutrustning. 
De första DC-6:orna levererades samtidigt till American Airlines och United Airlines redan den 24 november 1946. Typcertifieringen dröjde dock längre än väntat, och först i april 1947 blev DC-6 typgodkänd av Federal Aviation Administration. Vid den tidpunkten hade redan 22 stycken levererats. DC-6 sattes i tjänst av American den 27 april 1947 och av United den 1 maj.
Utöver de nämnda flygbolagen blev det National Airlines och Braniff Airways år 1947 samt Delta Airlines år 1948, som satte DC-6 i tjänst. Först i Europa var Sabena redan i augusti 1947, följt av KLM, Det Danske Luftfartselskab (DDL) och SAS (alla tre 1948).
En fraktversion, DC-6A utvecklades år 1949. Skillnader mot DC-6 var två fraktdörrar, förstärkt golv, kropp förlängd med 1,50 m, förbättrat elsystem samt bränslekapacitet ökad med 4 800 liter. Max. fraktvikt blev 12 800 kg.
Nästa variant, DC-6B, saknade fraktdörrar och det förstärkta golvet; första flygning 2 februari 1951. Den sattes i tjänst av United april 1951.
Sista versionen blev DC-6C, en kombinerad frakt/passagerarmodell. 
Sista leverans av en DC-6 skedde 17 november 1958 till jugoslaviska JAT.

## Varianter

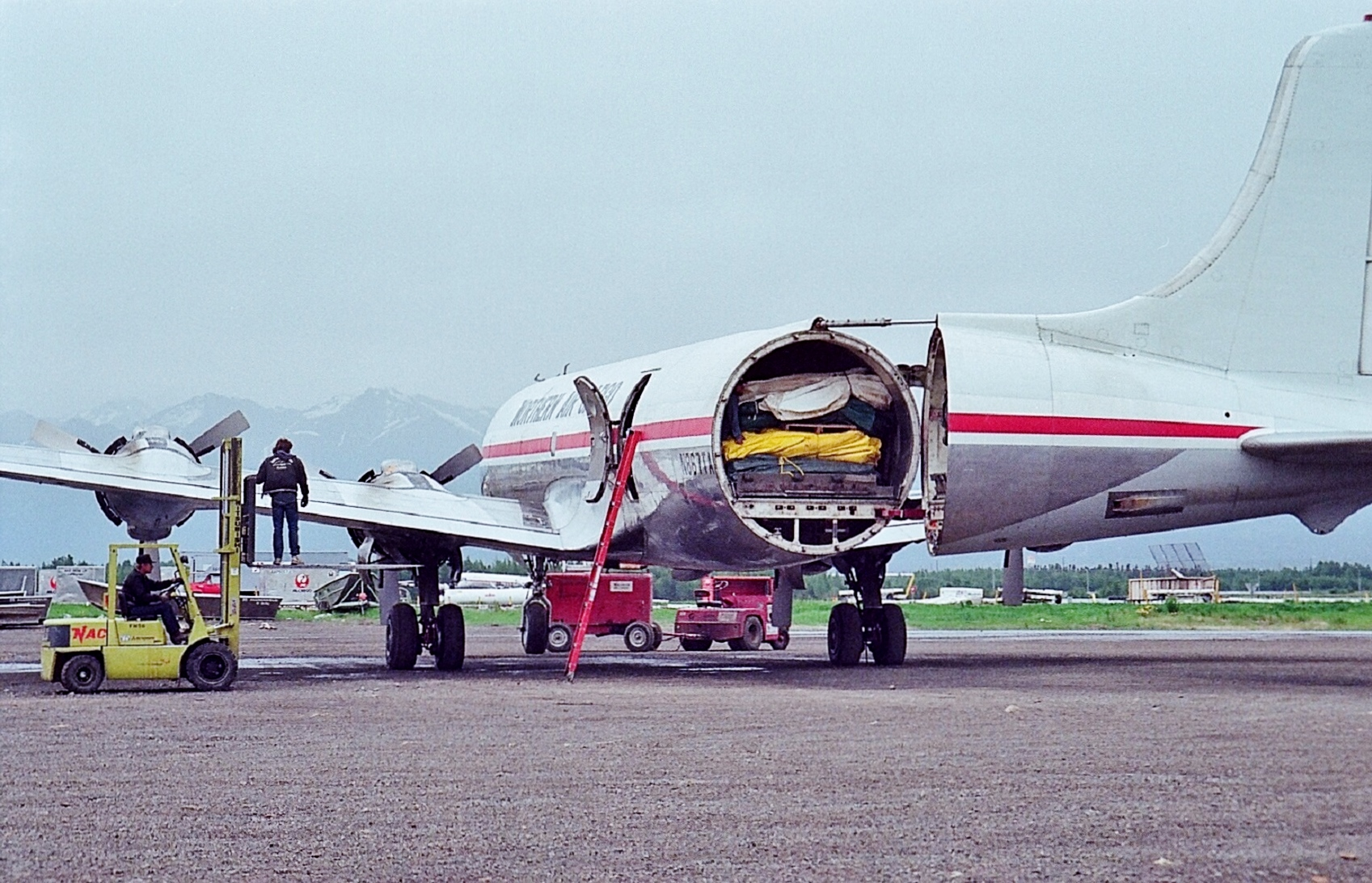
Douglas DC-6 swing-tail

XC-112 (senare YC-112A)
Förbättrad C-54 (US Air Forces beteckning), utvecklad till DC-6 prototyp.
Utrustad med tryckkabin och Pratt & Whitney R-2800-83AM3 motorer.

### Civila modeller
DC-6
Passagerarflygplan
DC-6A
DC-6 utrustad med två fraktdörrar; första flygning 29 september 1949
DC-6B
Passagerarflygplan; första flygning 2 februari 1951
Två DC-6B blev ombyggd av Sabena till "swing-tail" fraktflygplan år 1968, en åt finska Kar-Air och det andra åt Spantax.
DC-6C
Version användbar som både passagerar- och fraktflygplan

### Militära modeller
C-118A
DC-6A köpt av United States Air Force, tillverkad i 101 exemplar
VC-118
En ombyggd DC-6 för användning av USA:s president med 25 stolar och 12 sängar
VC-118A
C-118A ombyggd till VIP-flygplan
C-118B (R6D-1)
DC-6A köpt av US Navy, betecknad som R6D-1 t.o.m. 1962, tillverkad i 65 exemplar
VC-118B (R6D-1Z)
fyra C-118B ombyggd till VIP-flygplan

## Användare

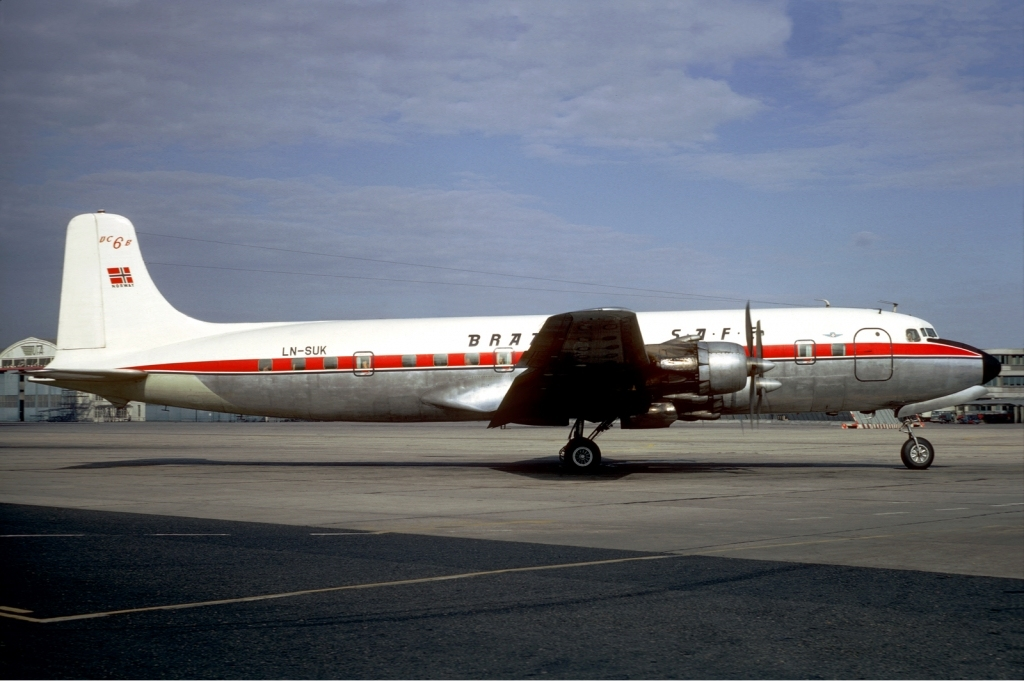
Braathens DC-6B LN-SUK, 1971

DC-6:an har tidigare flugits bl.a.:

### Civila operatörer

#### Europa
- Aeromaritime
- Air France
- Alitalia
- Aviaco

- Balair
- Braathens
- British Eagle

- British United Airways
- Caledonian Airways
- Fred Olsen
- Icelandair

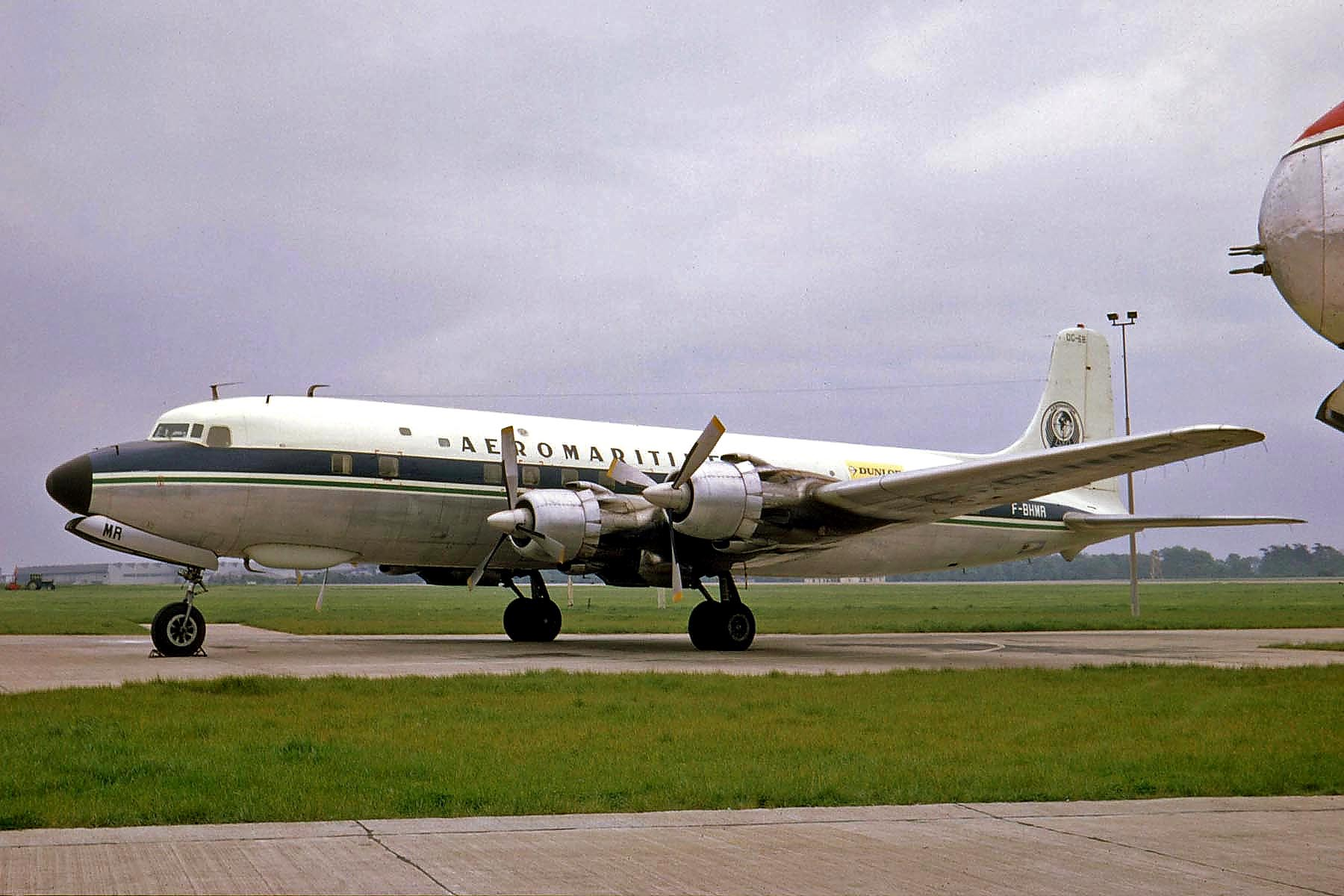
DC-6B F-BHMR Aeromaritime, Liverpool 1968

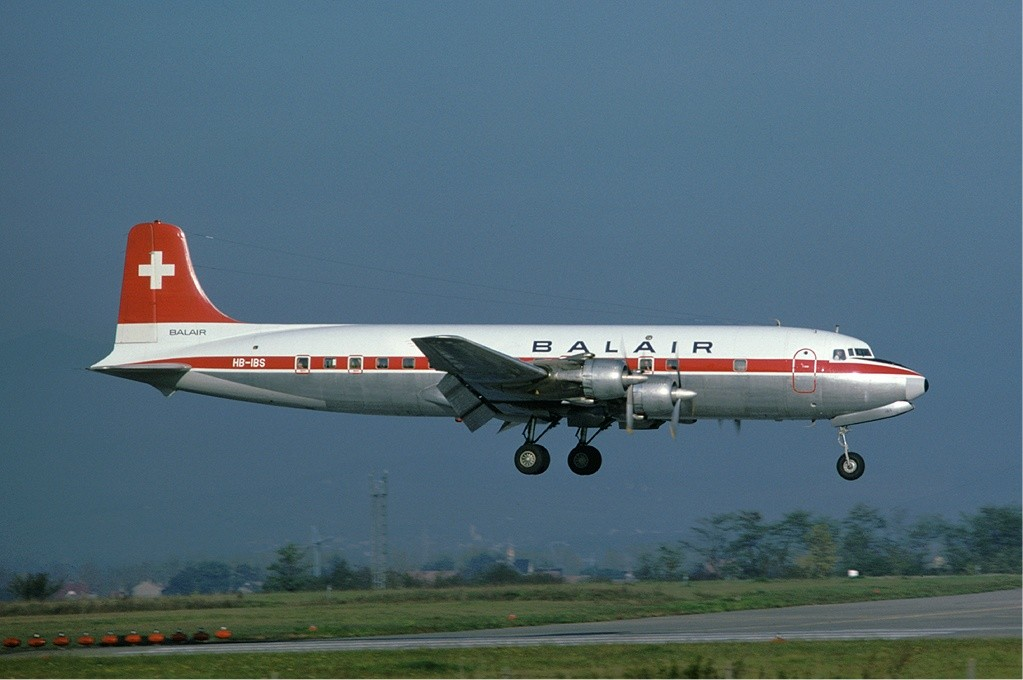
DC-6B Balair HB-IBS, Basel 1976

- IFA International Freight Airways(de) (Belgien)
- Inex Adria
- Internord
- JAT
- Karair(de)
- KLM
- Lloyd International Airways
- Loftleidir
- Olympic Airways
- Osterman Aero
- Sabena
- Scandinavian Airlines
- Spantax
- Sterling Airways
- Südflug
- Südwestflug
- Swissair
- TAP

- Transair
- Transavia
- Transportflug

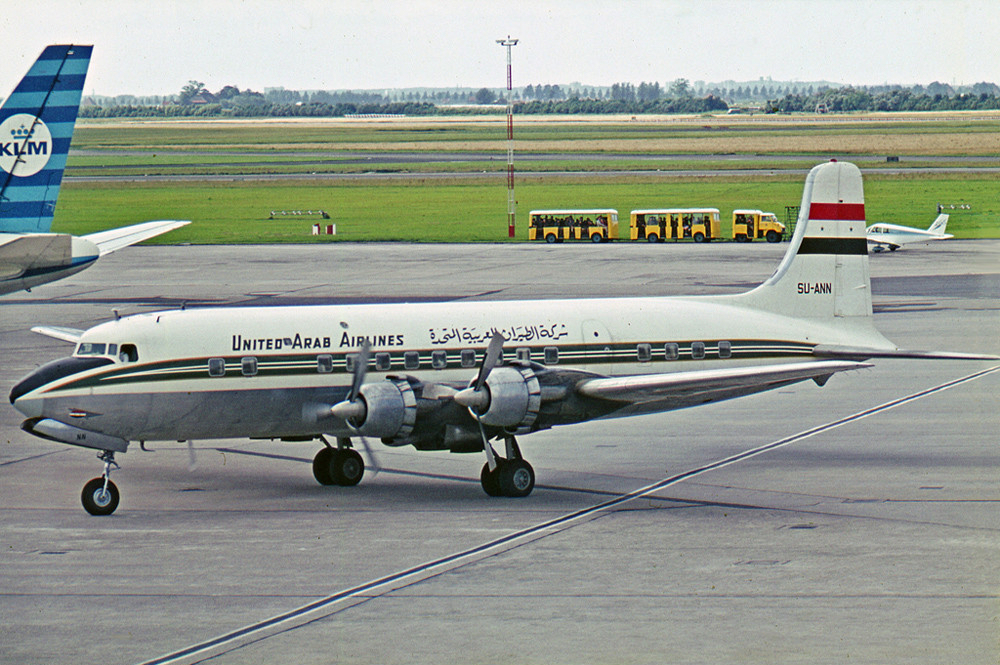
DC-6B SU-ANN, United Arab Airlines, Amsterdam 1965

- Union des Transports Aériens (UTA)

#### Afrika
- Air Afrique
- Air Madagascar
- Ethiopian Airlines
- United Arab Airlines

#### Asien, Oceanien
- Air Jordan
- Air Liban
- Air Vietnam
- Alia Royal Jordanian Airlines
- Ansett Australia
- Ariana Afghan Airlines

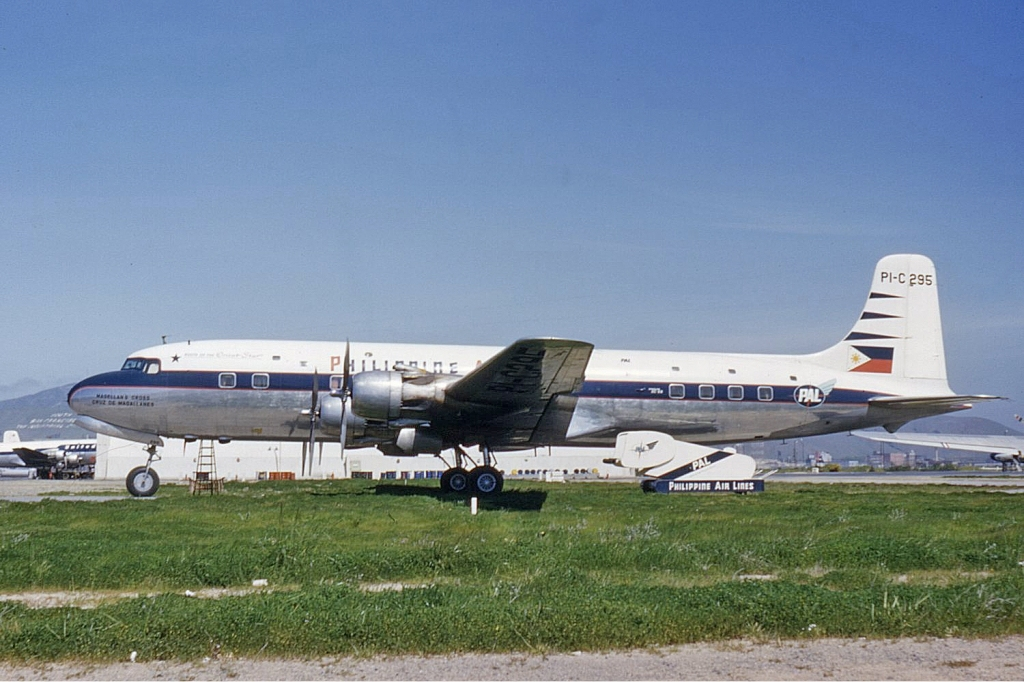
Philippine Air Lines DC-6B, 1954

- British Commonwealth Pacific Airlines, BCPA

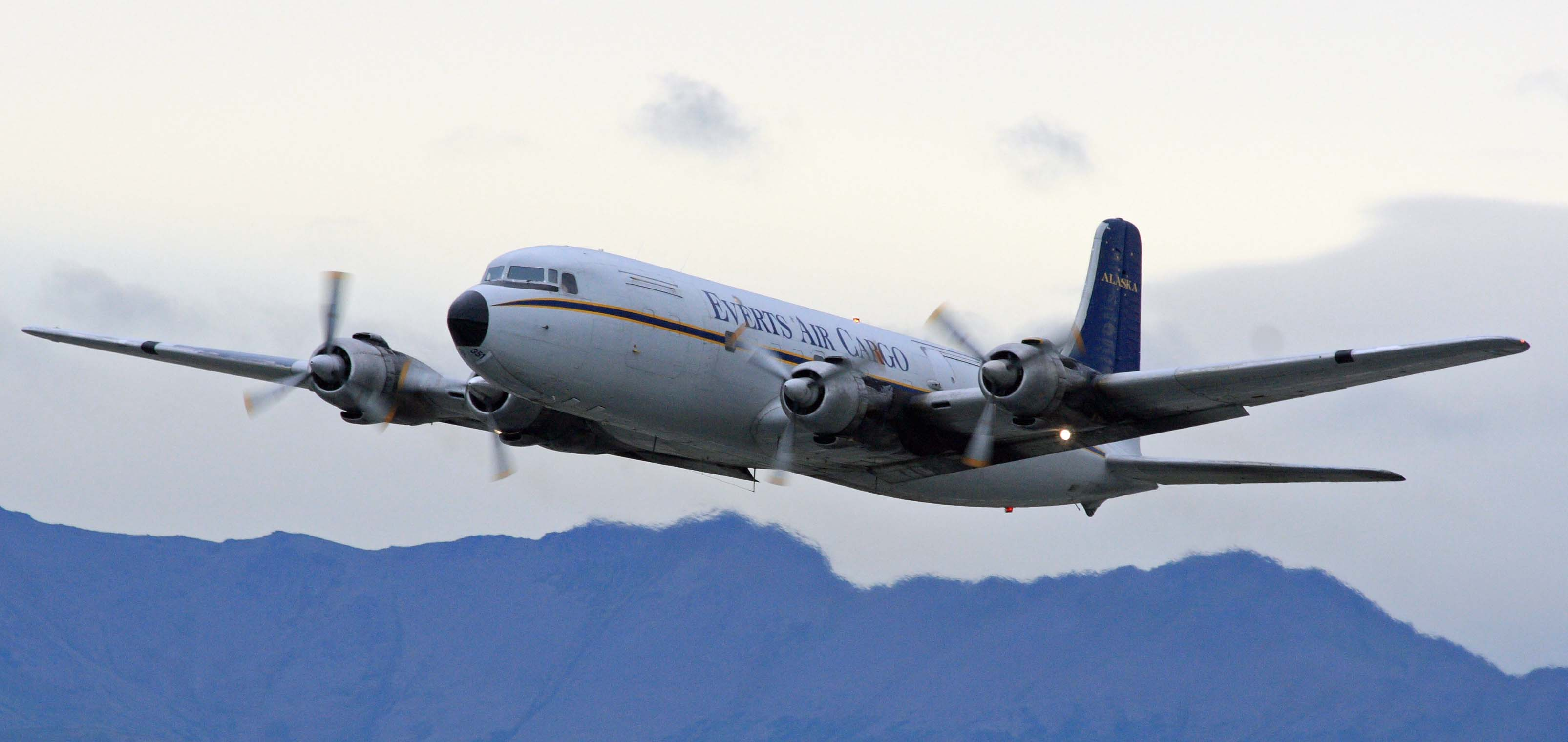
DC-6 Everts Air Cargo, Anchorage 2011

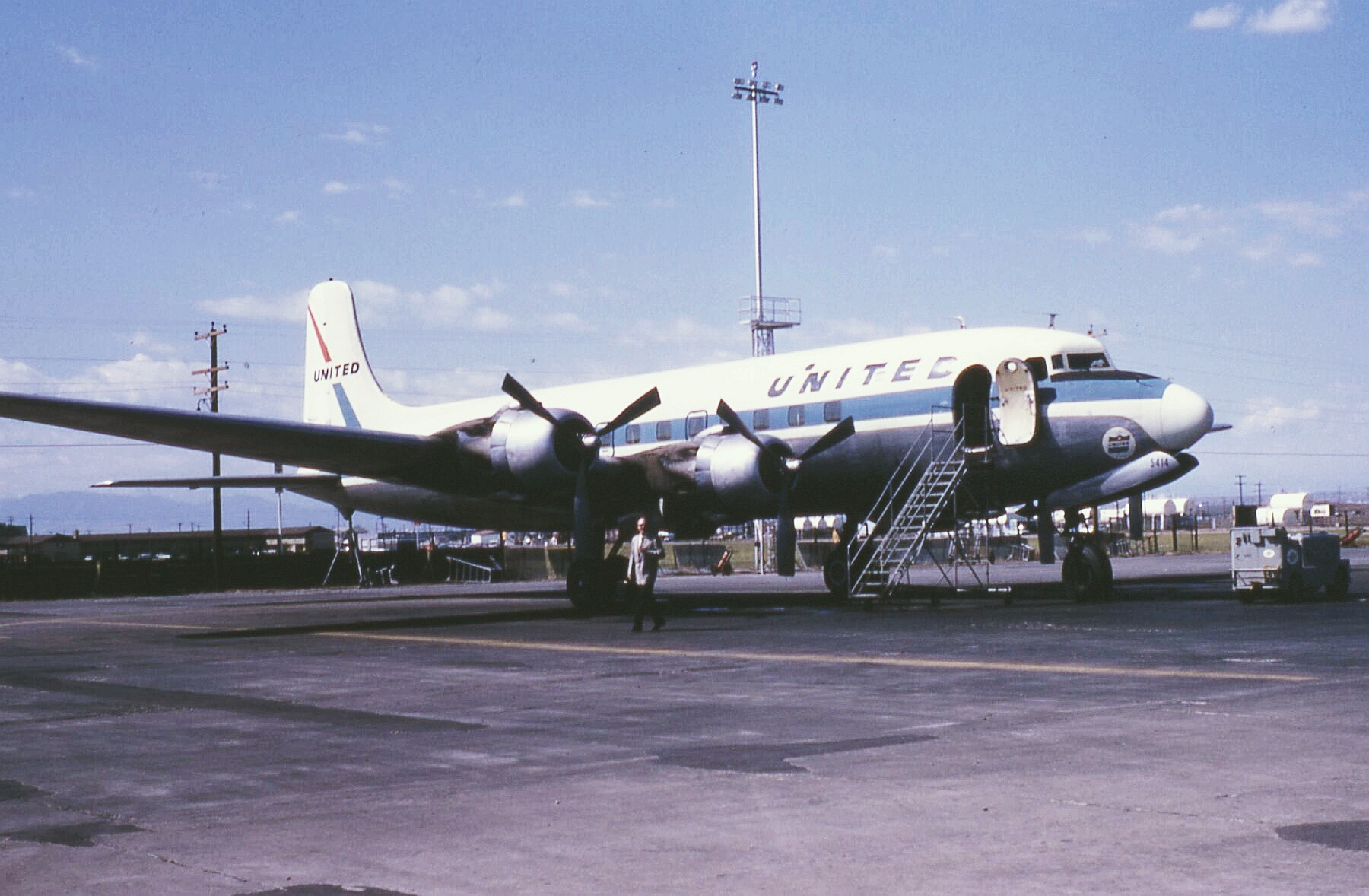
DC-6 Unied Airlines N37514, Denver 1966

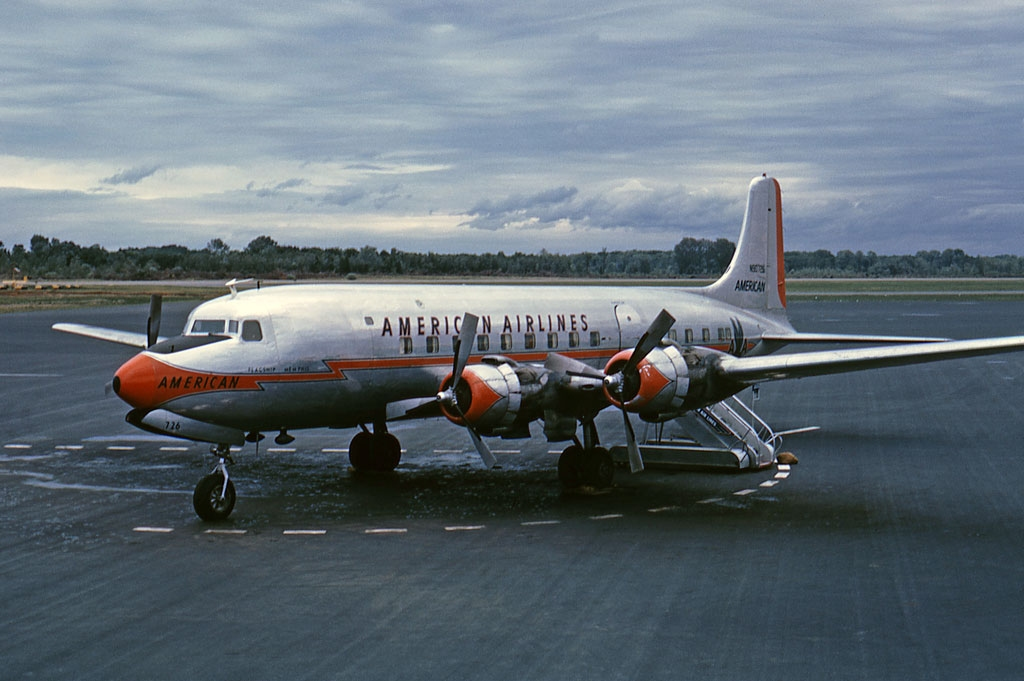
DC-6 American Airlines N90726, Syracuse 1962

- Cathay Pacific
- Iran Air
- Japan Airlines
- Kuwait Airways
- Lebanese International Airways
- Philippine Airlines
- Royal Air Cambodge
- Royal Air Lao
- Saudi Arabian Airlines
- Syrian Arab Airlines
- Tasman Empire Airways, TEAL
- Thai Airways International
- Trans Mediterranean Airways, TMA
- Yemen Airlines

#### Nordamerika
- Aeromexico
- Alaska Airlines
- American Airlines
- Braniff International Airways
- Buffalo Airways (Kanada)
- Canadian Pacific Airlines
- Capital Airlines
- Continental Airlines
- Delta Airlines
- Eastern Airlines
- Flying Tiger Line
- Hawaiian Airlines
- LACSA Costa Rica
- Mexicana
- National Airlines
- Northeast Airlines
- Northwest Airlines
- Overseas National Airways, ONA
- Pacific Southwest Airlines, PSA
- Pacific Western (Kanada)
- Pan American World Airways
- Reeve Aleutian Airways
- Trans Caribbean Airways, TCA
- Trans International Airlines, TIA

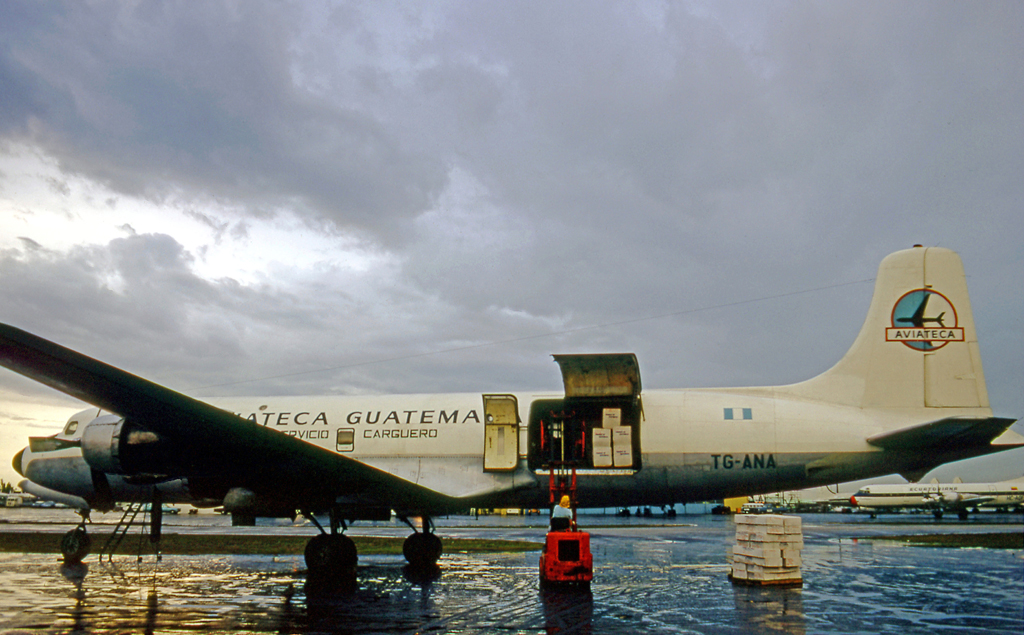
DC-6A TG-ANA Aviateca, Miami 1971

- United Airlines
- Universal Airlines
- Wardair Canada
- Western Airlines
- World Airways

#### Sydamerika
- Aerocondor Colombia
- Aerolineas Argentinas
- Aerolineas Peruanas, APSA
- Aerovias Venezolanas, AVENSA

- Aviateca (Guatemala)
- British West Indian Airways
- Ecuatoriana
- Faucett Peru
- LAN Chile
- Lloyd Aereo Boliviano
- Panair do Brasil
- REAL Transportes Aéreos(de) (Brasilien)

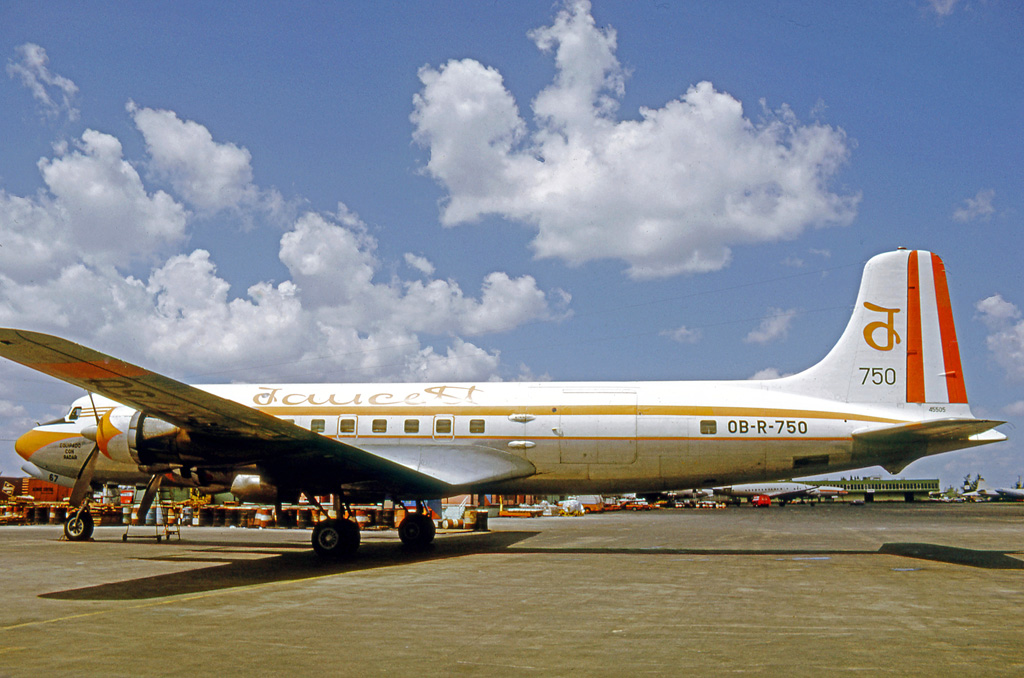
DC-6BF OB-R-750 Faucett, Miami 1972

- Rutas Aereas Nacionales, RANSA (Venezuela)
- VARIG (Brasilien)
- VASP (Brasilien)

### Militära operatörer, regeringar, statliga byråer

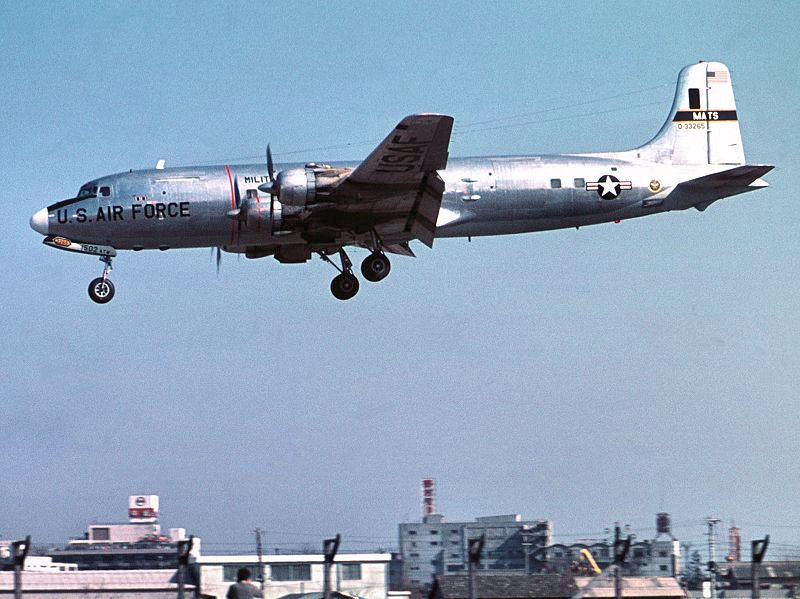
C-118A USAF, ca. 1960

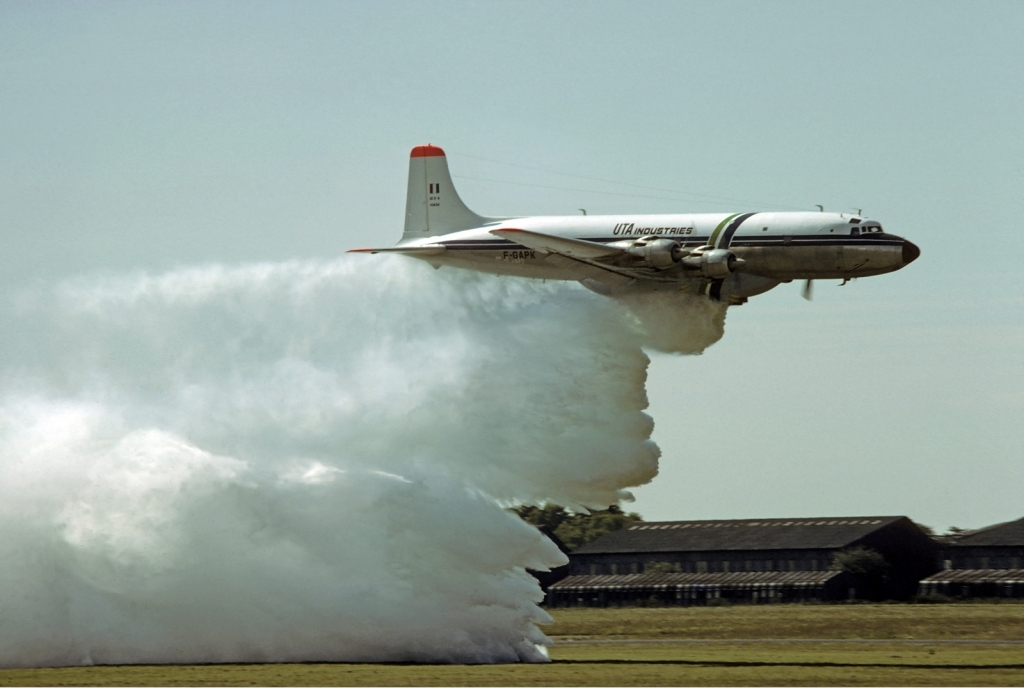
DC-6B vattenbombare, UTA F-GAPK, Le Bourget 1977 (störtad Perpignan 22 april 1985)

- Argentinas flygvapen
- Belgiens flygvapen
- Bolivias flygvapen
- Brasiliens flygvapen
- Chiles flygvapen
- Colombias flygvapen
- Frankrikes flotta
- Frankrikes flygvapen
- Italiens flygvapen
- Jugoslaviens flygvapen
- Mexikos flygvapen
- Nya Zeelands flygvapen
- NASA
- Portugals flygvapen
- Sydkoreas flygvapen
- Sydvietnams flygvapen

- Taiwans flygvapen
- Tysklands flygvapen
- USA:s flotta
- USA:s flygvapen

### Vattenbombare
I flera länder användes ombyggda DC-6 som vattenbombare för brandbekämpning (mest skogsbränder) med vattenbegjutning från luften. 

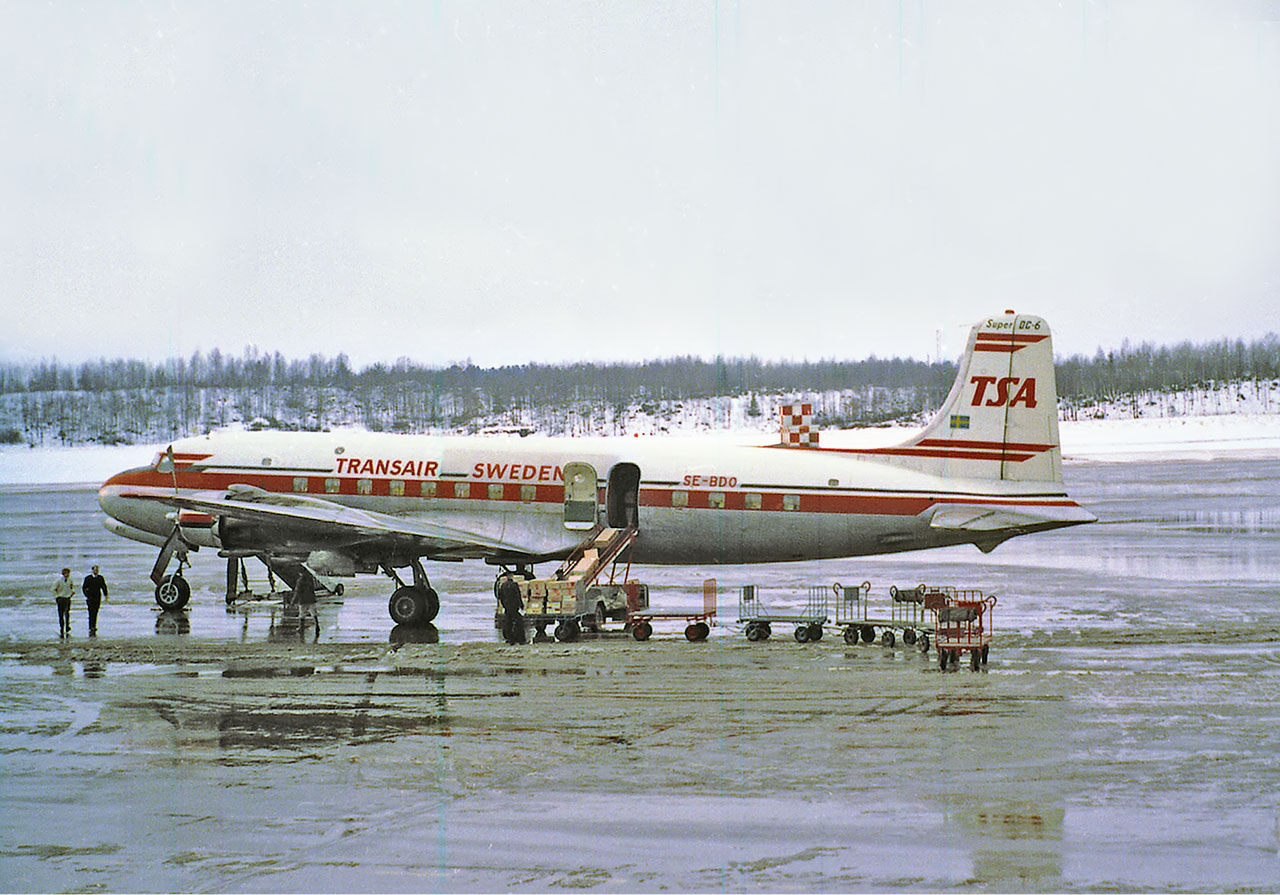
DC-6 Transair SE-BDO, mars 1965.

Det gjordes bl.a. i: 
- Frankrike
- Kanada
- USA

### Användning i Sverige
- SAS hade 23 exemplar,[9] varav den första havererade 1948 i England (se "Haverier"). 
  - 13 st DC-6 (i tjänst 1948-1960), varav 2 ex DDL
  - 10 st DC-6B (i tjänst 1952-1964).

- Transair Sweden, TSA, tidvis det ledande charterbolaget i Sverige, flög med sammanlagd 13 begagnade DC-6 mellan 1960 och 1968.[10] En av dem havererade 1961 i Zambia (se "Haverier"). 
  - 5 st DC-6 (i tjänst 1960-1968)
  - 8 st DC-6B (i tjänst 1961-1965).

## Haverier
DC-6 hade 185 flyghaverier med förlust av flygplanskropp. Urval: 
- Den 4 juli 1948 kolliderade en SAS DC-6B, SE-BDA, med ett brittiskt militärplan (Avro York) vid Northwood, norr om London, England. Alla 32 ombord omkom samt alla sju ombord Avro York.[12]

- Den 22 mars 1952 störtade en KLM DC-6 (PH-TPJ) 7 km öster om Flughafen Frankfurt under inflygningen. 45 av 47 ombord omkom.[13]

- Den 24 november 1956 havererade en Linee Aeree Italiane DC-6B, I-LEAD, 15 sekunder efter starten från Paris-Orly flygplats. Av 35 ombord omkom 34.[14]

- Den 28 november 1957 gjorde SAS DC-6B SE-BDP en buklandning på Norrköping flygplats och förstördes av eld. Alla fem ombord (endast besättningen) klarade sig.[15]

- Den 19 september 1960 flög en amerikansk World Airways DC-6A/B (N90779) intill en kulle kort efter starten från Guam-Agana flygplats. Av 94 ombord dödades 80.[16][17]

- Den 19 juli 1961 störtade en Aerolineas Argentinas DC-6, LV-ADW, sydligt av Buenos Aires p.g.a. mekaniskt brott ursakad av överlastning i turbulens. Ingen av de 67 ombord överlevde.[18]

- Den 10 september 1961 störtade en DC-6B (N90773) ägd av det nordamerikanska President Airlines 2 minuter efter starten från Shannon Airport i Irland. Alla 83 ombord dödades.[19][20]

- Natten mellan den 17 och 18 september 1961 havererade Transairs DC-6B SE-BDY nära Ndola flygplats i Nordrhodesia. Planet skulle föra FN:s generalsekreterare Dag Hammarskjöld till ett möte med Katangas ledare Moise Tshombe. 15 personer omkom. Flygplanet störtade 15 km från landningsbanan. Frågan om orsaken (sabotage, flygangrepp, tekniska fel på planet eller "den mänskliga faktorn") är fortfarande (år 2014) oklar.[21]

- Den 13 april 1963 havererade en Sterling Airways DC-6B, OY-EAP, under landningsförsök på Köpenhamn-Kastrups flygplats. Alla tre ombord (endast besättningen) överlevde.[22]

- Den 2 oktober 1964 flög en UTA DC-6B, F-BHMS, rakt intill berget Alcazaba (Spanien) på väg från Palma de Mallorca till Port-Étienne (numera Nouadhibou), Mauretanien. Ingen av de 80 ombord överlevde.[23][24]

- Den 6 februari 1965 flög en LAN Chile DC-6B (CC-CCG) rakt intill berget San José på en höjd av 3 700 m. Alla 87 ombord dödades.[25][26]

- Den 8 juli 1965 exploderade Canadian Pacific Airlines DC-6B CF-CUQ över British Columbia efter tändning av en bomb i toalettrummet. Samtliga 52 ombord omkom.[27][28]

- Den 23 december 1967 landade Sterling Airways DC-6B, OY-EAN, hård på Göteborg-Torslanda flygplats landningsbana och fick skrotas. Inga dödsoffer.[29]

- Den 26 september 1969 flög en Lloyd Aereo Boliviano DC-6B (CP-698) rakt intill berget Choquetanga på en höjd av 4 700 m. Alla 74 ombord dödades.[30]

- Den allvarligaste olyckan med en DC-6 hände den 8 december 1969. En Olympic Airways DC-6B (SX-DAE) flög rakt intill berget Pan 40 km sydöst om Aten-Ellinikon flygplats under inflygningen. Alla 90 personer ombord dödades.[31][32]

## Bevarade exemplar

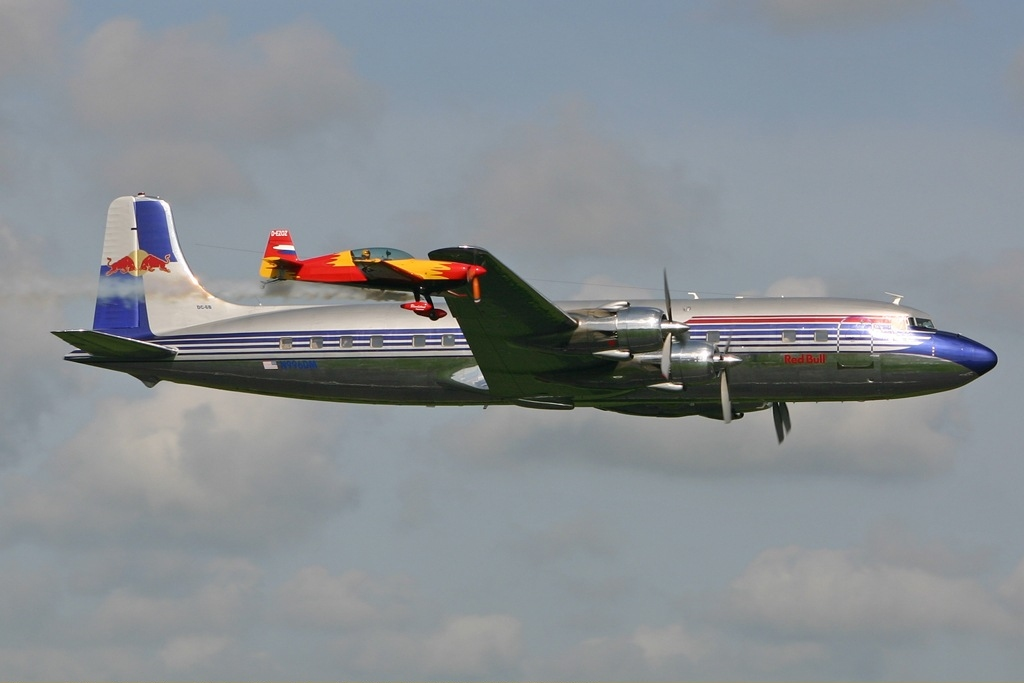
DC-6B Flying Bulls N996DM, Groningen 2006

År 2014 fanns 147 DC-6 kvar, 47 (?) därav i flygande skick. Flera finns bevarade i museer, mestadels i USA. 
I Tyskland finns en bevarad DC-6 i Bad Laer nära Osnabrück. Det är den fjärde tillverkade DC-6, byggnadsår 1946, som togs ur tjänst av Germanair i mars 1969.
- I Europa flyger fortfarande: 
  - DC-6A G-APSA i England
  - Flying Bulls DC-6B, baserad på Salzburgs flygplats och registrerad i USA som N996DM.

- Namibia: 
  - Namibia Commercial Aviation äger DC-6B V5-NCG, den sista tillverkade DC-6 och sista kommersiellt flygande i passagerarversion.

- Kanada: 
  - Buffalo Airways flyger en DC-6B, baserad i Yellowknife.

- USA: 
  - Everts Air Cargo med huvudbas på Fairbanks International Airport i Alaska hade 8 stycken år 2011.

## Liknande flygplan
- Handley Page Hermes
- Lockheed Constellation
- Lockheed L-049 Constellation
- Lockheed L-1049 Super Constellation
- Lockheed L-1649A Starliner
- Boeing 377 Stratocruiser